# Pop-Dekadentagung
Die Pop-Dekadentagungen waren ein – alle zehn Jahre – stattfindender Fachkongress für deutsche Pop-Musiker aus dem Amateur- und Profi-Bereich sowie Kulturpolitikern und Kulturwissenschaftlern.
Das Veranstaltungskonzept und die entsprechend eingeladene Teilnehmerschaft änderten sich zwischen 1979 und 2019 jedes Mal, um den bilanzierenden Jahrzehntrückblicken eine möglichst vielschichtige Perspektive für die nachfolgende Zeit und geänderte wirtschaftliche und soziale Situationen zu geben. Die Tagungen lieferten also sowohl abstrakte Analysen vor allem für Pädagogik- und Kulturwissenschaftler wie Dieter Baacke als auch praktische Perspektiven beispielsweise für independent labels.

## Geschichte
Fünf für die Musikszenen wechselvolle Jahrzehnte umspannten die Pop-Dekadentagungen:
- Vom Beginn der „Jugend-Subkultur“ mit ihren „Jugendzentrums“- und späteren „Musikerinitiativen“ am Anfang der Siebzigerjahre[2]
- über die „Selbstorganisation“ von Musikern aus Bands wie Embryo, Munju, Sparifankal in Labels wie Trikont und alternativen Vertrieben wie Schneeball oder energie für alle in den Achtzigern während der erfolgreichen „neuen deutschen Welle“
- sowie die Gründung der Popkomm Anfang der 90er[3]
- bis hin zur allmählichen Akzeptanz in der medialen Öffentlichkeit.[4]
- Die vierte Pop-Dekadentagung offenbarte jedoch einen Bruch: Sie wurde im Rahmen des Kongresses „ZukunftPOP“ der „Pop-Akademie“ in Baden-Württemberg am 21.–22. November 2009 nur noch mit Theorie-Vorträgen abgehalten, die nicht mehr dokumentiert wurden.
- Nachdem zahlreiche „Bachelor“-Studiengängen auch an privaten Instituten etabliert waren, war nach den Nullerjahren in 2019 die abschließende Frage, ob „deutsche“ Pop-Musik nun „ins Museum“ gehöre.[5]

## Tagungsorte, Teilnehmer
Die Pop-Dekadentagung war immer wieder Treffpunkt widerstreitender Meinungen und Positionen, was auch an den unterschiedlichen Gastgebern sowie Beiträgern deutlich wurde:
- 1979: Würzburg, Gastgeber: Musikhochschule Würzburg
  - Beiträger u. v. a.: Hermann Rauhe, Dieter Baacke, Fritz Rau, Klaus Doldinger
  - Sponsoren u. a.: Deutsche Phono-Akademie, Deutscher Schallplattenpreis

- 1989: Düsseldorf, Gastgeber:zakk
  - Beiträger u. v. a.: Dieter Gorny, Alenka Barber-Kersowan, Abi Wallenstein
  - Sponsoren u. a.: Gemeinsames Kultursekretariat der NRW-Städte

- 1999: Hamburg, Gastgeber: Konservatorium Blankenese
  - Beiträger u. v. a.: Peter Bendixen, Klaus Farin, Peter James, Peter Urban
  - Sponsoren u. a.: John Lennon Talent Award, Itzehoer Versicherungen, Phono-Akademie, Kulturbehörde Hamburg

- 2009: Mannheim, Gastgeber: Popakademie Baden-Württemberg
  - Beiträger u. v. a.: Roger Behrens, Martin Büsser, Susanne Binas-Preisendörfer, Udo Dahmen
  - Sponsoren u. a.: BKM

- 2019: Hamburg, Gastgeber: Institut für Kultur- und Medienmanagement (kmm) an der Musikhochschule Hamburg
  - Beiträger u. v. a.: Diedrich Diederichsen, Hans Nieswandt, Thomas Hecken, Christoph Jacke
  - Sponsoren u. a.: Kulturbehörde Hamburg, Adalbert Zajadacz Stiftung

Zahlreiche Musiklabels wie David Volksmund Produktion, Majors wie Universal und Independents wie indigo waren auf den Pop-Dekadentagungen vertreten. Sie nutzten vor allem die Gespräche in den Tagungspausen zur Vernetzung.

## Themen
Die Schwerpunkte der Pop-Dekadentagungen orientierten sich vor allem an organisatorischen Bedürfnissen der Musiker und weiter bestehenden, kulturpolitischen Defiziten gegenüber der bundesdeutschen Popkultur.

### 1979: „Emanzipation“ lokaler Szene vs. „Pädagogisierung“ der „Subkultur“?
Auf der ersten „Rock-’n’-Pop-“-Tagung an der Musikhochschule Würzburg warfen insbesondere Musiker der „progressiven“ Bands Embryo und Munju dem Veranstalterkreis um die Kulturpolitische Gesellschaft vor, „abgehoben“ von der „Jugendkultur“ zu reden, statt die Alltagssorgen von „jungen Menschen“ zu sehen, die einen anderen „Lebensentwurf“ hätten als jene, die bloß von ihnen sprachen. Sie hatten sich bereits in „Musikerinitiativen“ selbst organisiert. Da klang beim Protest mit Flugblättern und lauten Einwürfen so etwas mit wie eine gewerkschafts-affine, in jedem Fall auf „Selbstorganisation“ setzende Haltung an, die sich gegen eine „Pädagogisierung“ verwahrte und doch einen emanzipatorischen Duktus pflegte. Erste eigene Labels waren in Gründung. Der Vertrieb „alternativer“ Musik sollte bisherige Strukturen, die sich an den Buchhandel anlehnten (wie der Vertrieb des Trikont Musikverlages aus München), erweitern. Daraus entwickelten sich mittelständische Betriebe wie Schneeball und der Vertriebzusammenschluss energie für alle (efa).

### 1989: „Selbstorganisation“ regionaler Szenen vs. „Reglementierung“ durch staatliche oder verbandliche Vereinnahmung?
Auch bei der Zweiten Pop-Dekadentagung, 1989 im „soziokulturellen Zentrum“ ZAKK in Düsseldorf, wurde Kritik an den kulturpolitischen Ausgangsfragen nach der Entwicklung der „Popkultur“ laut vorgetragen. Doch zeitgleich wurde die Messe „Popkomm“ aus dem Teilnehmerkreis heraus gegründet. Zudem hatten Musiker hatten inzwischen ihre eigenen Labels und mittelständische Vertriebssysteme soweit aufgebaut, dass sie rasch eine bescheidene wirtschaftliche Grundlage sicherten. Diesmal protestierten weniger die teilnehmenden Musiker vor allem aus Süddeutschland, sondern vornehmlich der Sprecher eines inzwischen gegründeten Deutscher Rock & Pop Musikerverband (DRMV) aus Lüneburg (Niedersachsen), der auf staatliche Förderung ebenso setzte wie auf ein Regelwerk, das Hörfunk- und Fernseh-Anstalten zu einer gesetzlichen oder selbstverpflichtenden Deutschquote zugunsten heimischer Rock- und Popmusikproduktion verpflichten sollte. Fürsprecher war u. a. Heinz-Rudolf Kunze, der im Rahmenprogramm der Ersten Pop-Dekadentagung sich noch als Liedermacher um den erstmals vergebenen „Deutschen Schallplattenpreis“ beworben hatte. Zum anderen war als Folge der Ersten Pop-Dekadentagung in Würzburg aus dem Teilnehmerkreis heraus der Kontaktstudiengang Popularmusik an der Musikhochschule Hamburg entstanden, dessen seinerzeitiger Präsident Hermann Rauhe und der Journalist Rainer Jogschies auf den Weg gebracht hatten. Dieser Modellversuch stagnierte jedoch konzeptionell, wiewohl andere Hochschulen ihn bald nachahmten. Denn wenige junge Musiker wie die dort zusammengekommenen Rainbirds hatte zwar von vornherein Erfolg, aber sie passten bei aller Professionalisierung nicht in eine der gewachsenen Musik- oder Genre-Szenen.

### 1999: „Ökonomisierung“ der „Szenen“ vs. „Akademisierung“ der wieder atomisierten Musiker?
Zehn Jahre später meinte das immer noch, diesmal jedoch abschätzig verwendete Schlagwort von der „Professionalisierung“ wieder etwas anderes: Die Dritte Pop-Dekadentagung war geprägt vom engen Kontakt zwischen Musikern und der Medienwirtschaft – im Großen wie im Kleinen. Mittlerweile war mit Indigo in Hamburg-Harburg ein auch finanziell starker Label-, Vertriebs- und Produktionsverbund geschaffen worden. Es wurde längst nicht mehr nur über lokale Proberäume für Bands geredet, sondern über die aufkommenden Video-Abspielsender Viva und MTV. Nach der anfangs bekämpften „Pädagogisierung“ der bundesdeutschen Pop-Kultur stand nun die angeblich drohende „Ökonomisierung“ im Vordergrund der nicht-öffentlichen Debatte im Konservatorium Blankenese. Skeptiker wie der frühere Rattles-Bassist und spätere Musikproduzent Frank Dostal und Uve Mülrich (ehemals Bassist bei Embryo und seinerzeit gerade in Nordafrika, New York und Japan erfolgreich bei den Dissidenten) sorgten sich um nun doch wieder um „kulturpolitische“ Fragen, wie sie 1979 bereits anklangen: Wie könnte beispielsweise in Kommunen und Ländern eine nicht-kommerzielle Infrastruktur für Musiker gestützt werden, zumal die Szenen offenkundig krasser denn je zuvor sozial gespalten waren, nämlich in eine laienhafte Mehrheit und eine kleine, professionelle Minderheit aus den immer noch wenigen erfolgreichen Produktionszusammenhängen? Plötzlich stand eine „Modernisierung“ der Jugendmusikschulen auf der Themen-Agenda und die Etablierung von „Popmusikstudiengängen“, die mit der Einrichtung des Modellversuchs Popularmusik unmittelbar nach der Würzburger Tagung 1979 begonnen hatte und sich dann 2002 mit Gründung der Pop-Akademie in Mannheim fortsetzen sollte, teils mit denselben Akteuren.

### 2009: „Etablierung“ ohne Szenen vs. „Akademisierung“ ohne Basis?
Andere Ansätze, die sich aus den vorherigen Pop-Dekadentagungen entwickelten, brachen hingegen unvermittelt ab.
Die Popkomm war durch eine unkreative, auch personelle Bindung an die »Musikindustrie«, wie sich der ehemalige Verband der Phonographischen Wirtschaft inzwischen selbst tituliert, selbstverschuldet in eine tiefe Krise geraten. Im Sommer 2009 wurde sie – ausgerechnet im zwanzigsten Jahr nach ihrer Gründung am Rande der Düsseldorfer Dekadentagung – abgesagt. Der Deutsche Musikrat, die Musikhochschulen und andere mühten sich in jenen Tagen immer noch um den „Musikunterricht für Jugendliche“ – mit bedenklich wenig Resonanz aus der Politik, die offenbar von den Debatten der vergangenen Jahrzehnte wenig mitbekommen hatte.
Darum war der Tenor der Vierten Pop-Dekadentagung, diesmal zu Gast in der Pop-Akademie in Mannheim, zunächst irgendwie vertraut und doch zugleich befremdlich. Die scheinbar auf den vorangegangenen Tagungen bereits beantworteten Fragen lauteten nun abgewandelt so: Was hatten die (kulturpolitischen) Orientierungen der vorangegangenen Tagungen langfristig bewirkt? Wurden sie zumindest in den wirtschaftlichen Erfolgen der Initiativen oder einer „Emanzipation der Szenen“ gespiegelt? Hatte die deutsche »Musikindustrie« nach der Absage der Pop.Komm eine und, wenn ja, welche Zukunft? Welche Perspektiven hätten die „Independents“ dann noch, die mit ihren kleinen Vertrieben teils an den kränkelnden Strukturen der Großen hingen, beispielsweise an der Dominanz der Großhandelsketten und so genannten „Media-Märkten“? Was war aus dem „sozio-“ oder „gegenkulturellen“ Generationenkonflikt geworden, nachdem die Popmusikkultur vermeintlich die „Mitte der Gesellschaft“ umfasste und eben nicht mehr als „Subkultur“ abgetan werden konnte? Diesmal wurde als Umfeld der Pop-Dekadentagung der Kongress „Zukunft Pop?“ der Pop-Akademie in Mannheim gewählt, also einer Einrichtung, die sich nach eigenem Verständnis um die „Qualifizierung“ von angehenden Musikern oder deren aufstrebenden Vermarktern im Bereich Popmusik-Design und -business bemühte.

### 2019: „Musealisierung“ vs. Bestandssicherung? „Selbstvermarktung“ oder „Selbstvergewisserung“?
Über die fünf Jahrzehnte der Pop-Dekadentagungen in Deutschland stand skurrilerweise die internationale „Pop-Kultur“ außerhalb der Diskussion - und praktischerweise die eigenen, auch sozialen  Befindlichkeiten im Vordergrund. Sogar die DDR-Rockmusik wurde komplett vernachlässigt. Dabei wäre durchaus auch die internationale Bedeutung der bundesdeutschen „Popmusik-Kultur“ zu befragen gewesen, zumal der Stellenwert der multinationalen Alltagskultur, die bereits seit den Siebzigerjahren zugleich ein bedeutsamer Wirtschafts- und Steueraufkommensfaktor war, mit Blick auf die kulturpolitischen Fragestellungen jedoch verschämt ausgeblendet worden war. Anders als im eigenen Land wurden „deutsche“ Pop-Produkte außerhalb oft ganz anders wahrgenommen: So wurde beispielsweise in Großbritannien die Ära der deutschen Siebzigerjahre-Bands (beispielsweise Can, Tangerine Dream, Amon Düül, Kraftwerk) trotz des ironischen Etiketts „Krautrock“ geradezu verehrt. Die „neue deutsche Welle“ der Achtziger fand in Japan (Alphaville aus Münster) und in den USA Anhänger (beispielsweise Nena aus Berlin). Hits wie „DaDaDa“ (Trio aus Großenkneten) wurden sogar in Südamerika, insbesondere Brasilien, bis heute begeistert gecovert. Gleichwohl war diese erfolgreiche „deutsche“  Alltagskultur bereits dem medialen Vergessen preisgegeben. Zwar gibt es erste, private und kleinteilige Archivierungsbemühungen wie das Archiv der Jugendkulturen in Berlin oder gar ambitionierte „Museumsinitiativen“ von Laien wie in Gronau, einer Gedenkstätte zu Lebzeiten für Udo Lindenberg. Hier wird mit „Dokumenten“ und Artefakten gearbeitet, was dem Genre und der Aufgabenstellung nur im Ansatz gerecht wird. Szenen organisierten private Archive wie in Köln und Mannheim. Das Wissen um die Entwicklung und Bedeutung von deutscher Rock- und Popkultur ist jedoch bislang weder systematisiert, noch katalogisiert oder gar der (internationalen) Wissenschaft erschlossen. So lagern in den „Schallarchiven“ der öffentlich-rechtlichen Rundfunkanstalten Ton- und Bilddokumente nahezu aller bedeutsamen („deutschen“) Rockproduktionen, die einer restaurierenden oder bewahrenden Bearbeitung bedürften (beispielsweise durch Digitalisierung) und die sogar einer weiteren Verwertung im Sinne der Urheber erschlossen werden könnten. Entsprechend reagierten einige Hörfunk-Journalisten in ihrer Berichterstattung zur Fünften Pop-Dekadentagung, beispielsweise Birgit Reuther vom NDR oder Juliane Reill für den Deutschlandfunk, die einer „Musealisierung“ der Szenen problematisierten.

## Veröffentlichungen
- Dokumentation Nr. 9 der Kulturpolitischen Gesellschaft: Rock & Pop. Kritische Analysen – Kulturpolitische Alternativen (I), hrsg. von Dieter Baacke und Rainer Jogschies, Köln 1980.
- Dokumentation Nr. 37 der Kulturpolitischen Gesellschaft: Rock & Pop. Kritische Analysen und kulturpolitische Alternativen (II), hrsg. von Rainer Jogschies, Hagen 1991, ISBN 978-3-923064-52-6.
- Dokumentation der Fünften Pop-Dekadentagung, hrsg. v. Rainer Jogschies: Gehört „deutsche“ Popmusik ins Museum?,  Hamburg 2021, ISBN 978-3-937550-29-9 (Hardcover).
- Rainer Jogschies: Waren wir die Gegen-Kultur?, Hamburg 2021, ISBN 978-3-937550-33-6.